# Pandanus tenuimarginatus
Espèce
Pandanus tenuimarginatus Huynh est une espèce de plantes de la famille des Pandanaceae. Elle est endémique du Cameroun.